# Pereliski (rejon złoczowski)
Pereliski (ukr. Переліски) – wieś na Ukrainie w rejonie złoczowskim obwodu lwowskiego.

## Historia
Dawniej część wsi Wołochy (ukr. Підгір'я).
Do 2020 w rejonie brodzkim. 